# Hadena polymita
Hadena polymita là một loài bướm đêm trong họ Noctuidae.